# Équancourt
Équancourt település Franciaországban, Somme megyében. Lakosainak száma 298 fő (2022. január 1.). Équancourt Neuville-Bourjonval, Ytres, Étricourt-Manancourt, Fins, Nurlu és Sorel községekkel határos.

## Népesség
A település népességének változása:
| Lakosok száma | 300  | 296  | 298  | 299  | 298  | 297  | 296  | 298  |
|               | 2013 | 2015 | 2017 | 2018 | 2019 | 2020 | 2021 | 2022 |